# Dreiband-Weltmeisterschaft 1988
Die Dreiband-Weltmeisterschaft 1988 war die 43. Auflage der Dreiband-Weltmeisterschaft, die seit 1928 in der Karambolagevariante Dreiband die zwischen dem 6. November und dem 30. Dezember 1988 an sechs verschiedenen Spielorten weltweit ausgetragen wurde.

## Modus
1988 fand sie in Form von sechs Weltcup-Turnieren statt. Damit gab es im Vergleich zu den Vorjahren eine Regeländerung; zuvor wurde die WM immer in einem einzigen Turnier ausgespielt. Die Weltcups fanden in
1. Paris (Frankreich) 4.–6. November
2. Antwerpen (Belgien) 11.–13. November
3. Berlin (Deutschland) 25.–27. November
4. Palma (Spanien) 2.–4. Dezember
5. Valkenburg (Niederlande) 9.–11. Dezember
6. und das Finale in Tokio (Japan) 29.–30. Dezember statt.

Insgesamt nahmen 36 Spieler an den 6 Turnieren teil. Es wurde auf drei Gewinnsätze je 15 Punkte gespielt.
Zuschauerkrösus war Paris mit 8.000 Zuschauern. Gesamt kamen 15.700 Zuschauer zu den Turnieren.
Es wurden für die Turniere Weltranglistenpunkte vergeben (siehe Punkteschlüssel). Der Beste aus allen Turnieren war der neue Weltmeister. Mit vier Siegen aus sechs Turnieren und insgesamt 94 Punkten holte sich der Schwede Torbjörn Blomdahl diesen Titel.

## Punkteschlüssel
| Platz | Punkte |
| ----- | ------ |
| 1.    | 20     |
| 2.    | 15     |
| 3.    | 10     |
| 4.    | 8      |
| 5.    | 7      |
| 6.    | 6      |
| 7.    | 5      |
| 8.    | 4      |

## Ergebnisse
| Ergebnisse Einzelturniere | Ergebnisse Einzelturniere | Ergebnisse Einzelturniere | Ergebnisse Einzelturniere | Ergebnisse Einzelturniere | Ergebnisse Einzelturniere | Ergebnisse Einzelturniere | Ergebnisse Einzelturniere |
| Jahr                      | Ort                       | Sieger                    | GD                        | Platz 2                   | GD                        | Platz 3                   | GD                        |
| ------------------------- | ------------------------- | ------------------------- | ------------------------- | ------------------------- | ------------------------- | ------------------------- | ------------------------- |
| 1988/1                    | Paris                     | Torbjörn Blomdahl         | 1,360                     | Dieter Müller             | 1,168                     | Raymond Ceulemans         | 1,442                     |
| 1988/2                    | Antwerpen                 | Nobuaki Kobayashi         | 1,507                     | Junichi Komori            | 1,724                     | Torbjörn Blomdahl         | 1,891                     |
| 1988/3                    | Berlin                    | Torbjörn Blomdahl         | 1,764                     | Junichi Komori            | 1,380                     | Raymond Ceulemans         | 1,375                     |
| 1988/4                    | Palma                     | Torbjörn Blomdahl         | 1,298                     | Junichi Komori            | 1,212                     | Ludo Dielis               | 1,404                     |
| 1988/5                    | Valkenburg                | Laurent Boulanger         | 1,395                     | Nobuaki Kobayashi         | 1,318                     | Raymond Ceulemans         | 1,267                     |
| 1988/6                    | Tokio                     | Torbjörn Blomdahl         | 1,947                     | Akio Shimada              | 1,145                     | Raymond Ceulemans         | 1,180                     |

| Endstand Weltmeisterschaft 1988 | Endstand Weltmeisterschaft 1988 | Endstand Weltmeisterschaft 1988 | Endstand Weltmeisterschaft 1988 | Endstand Weltmeisterschaft 1988 | Endstand Weltmeisterschaft 1988 | Endstand Weltmeisterschaft 1988 | Endstand Weltmeisterschaft 1988 | Endstand Weltmeisterschaft 1988 | Endstand Weltmeisterschaft 1988 |
| Jahr                            | Gold                            | Punkte                          | GD                              | Silber                          | Punkte                          | GD                              | Bronze                          | Punkte                          | GD                              |
| ------------------------------- | ------------------------------- | ------------------------------- | ------------------------------- | ------------------------------- | ------------------------------- | ------------------------------- | ------------------------------- | ------------------------------- | ------------------------------- |
| 1988                            | Torbjörn Blomdahl               | 0094                            | 1,594                           | Nobuaki Kobayashi               | 0059                            | 1,224                           | Raymond Ceulemans               | 0053                            | 1,293                           |